# Schotse kruisbek
De Schotse kruisbek (Loxia scotica) is een zangvogel uit de familie van de vinkachtigen (Fringillidae).

## Kenmerken
Kruisbekken zijn makkelijk te onderscheiden van andere vogels door de bijzondere gekruisde snavel. De snavel van de Schotse kruisbek is wat kruisbekken betreft middelgroot. De ondersnavel van deze vogel is relatief diep en vaak geknobbelt, met een scherpe haak wanneer de ondersnavel het uiteinde nadert. Verder heeft deze vogel een scherpe buiging in de bovensnavel (in vergelijking met de kruisbek). Door zijn snavel en schedelgrootte lijkt de vogel vaak topzwaar, zelfs in vergelijking met andere kruisbekken.
Het verenpak van vrouwelijke Schotse kruisbekken is groenig, terwijl de mannen meestal rood zijn (in sommige gevallen komen ze ook in geel of oranje voor). Juveniele vogels hebben een gestreept vederpak. De vleugellengte is ongeveer 100-104mm, de hoogte van de bovensnavel is 8,2-8,6mm, terwijl de ondersnavel ongeveer 12,5-13,6mm breed is.

### Voedsel
Net zoals de andere soorten in het geslacht Loxia specialiseert de Schotse kruisbek in het eten van de zaden in kegelvruchten. Elke kruisbek heeft zijn eigen conifeersoorten die beter bij zijn snavelgrootte past, en de Schotse kruisbek, met zijn middelgrote snavel, wisselt door het jaar heen van verschillende conifeersoorten afhankelijk van beschikbaarheid.

### Voortplanting
In tegenstelling tot veel andere vogelsoorten, broedt de Schotse kruisbek in de winter. Dit komt door de voedselbeschikbaarheid van coniferen. Coniferen produceren hun kegelvruchten namelijk in de winter en de Schotse kruisbek maakt hier gebruik van in de meest voedselintensieve fase van hun leven. 

## Verspreiding en leefgebied
Deze soort is een endemische standvogel in Schotland. Het is ook de enige endemische soort in het Verenigd Koninkrijk.
De Schotse kruisbek leeft in de conifeerbossen in de Schotse hooglanden, gezien de vogel specialiseert in het openkraken van de kegelvruchten van deze naaldbomen.

## Taxonomie
De Schotse kruisbek werd voor het eerst beschreven door de Duitse ornitholoog Ernst Hartert in het boek "Die Vögel der paläarktischen Fauna" als ondersoort van de "gewone" kruisbek, onder de naam Loxia curvirostra scotica.
In eerste instantie werd er vanuit gegaan dat de Schotse kruisbek in een ander gebied broedde dan de kruisbek, waardoor het slechts een geïsoleerde ondersoort zou zijn. Het bleek echter dat deze twee soorten wel degelijk in hetzelfde gebied broeden, waardoor de Schotse kruisbek van ondersoort naar soort werd verheven. Hoewel de status van deze soort nog steeds gedebatteerd wordt in sommige groepen, is er bewijs dat de kruisbek en Schotse kruisbek sympatrisch broeden en dus de Schotse kruisbek als eigen soort bevestigen.
Hoewel de status als soort door de meeste deskundigen is geaccepteerd, is er geen universele goedkeuring voor deze soort. Sommige van de deze deskundigen beweren dat het verschil in snavel afkomstig is van de bijzonder snelle evolutie (er is niet veel data, maar de Schotse kruisbek is maximaal 11.000 jaar oud, en waarschijnlijk veel jonger) van het geslacht Loxia en de afhankelijkheid van hoe snel deze soort zich kan aanpassen op de conifeersoorten in de omgeving. Met dit argument, en het feit dat de soort na mitachondriaal onderzoek weinig tot niet lijkt te verschillen met de "gewone" kruisbek, wordt beweert dat door het gebrek aan soortgelijke situaties met andere soorten er te snel de beslissing is gemaakt om de Schotse kruisbek, samen met de Idahokruisbek en Grote kruisbek als eigen soort te verheffen.